# U-643 (tàu ngầm Đức)
U-643 là một tàu ngầm tấn công  Lớp Type VII thuộc phân lớp Type VIIC được Hải quân Đức Quốc Xã chế tạo trong Chiến tranh Thế giới thứ hai. Nhập biên chế năm 1942, nó chỉ thực hiện được một chuyến tuần tra duy nhất và không đánh chìm được mục tiêu nào. U-643 bị các máy bay ném bom B-24 Liberator của Không quân Hoàng gia Anh gây hư hại nặng đến mức nó phải tự đánh đắm trong Bắc Đại Tây Dương vào ngày 8 tháng 10, 1943.

## Thiết kế và chế tạo

### Thiết kế

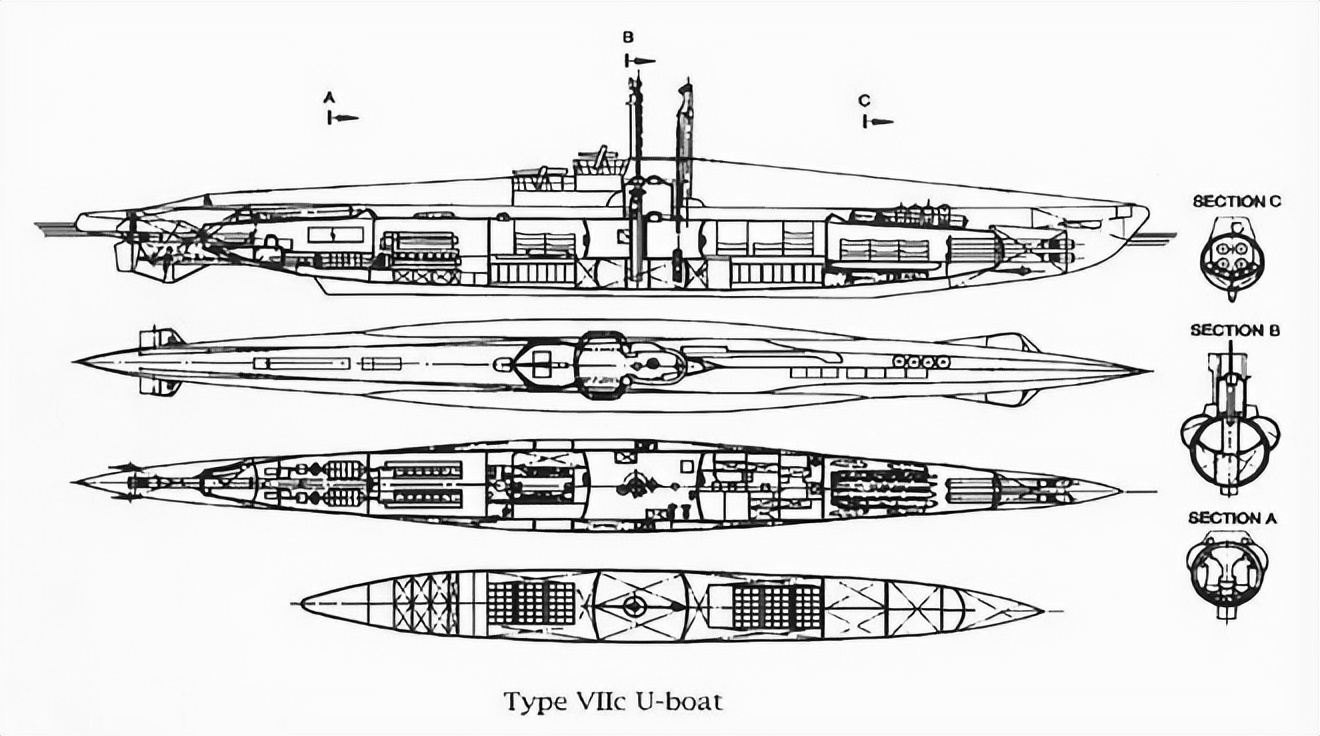
Sơ đồ các mặt cắt một tàu ngầm Type VIIC

Phân lớp VIIC của Tàu ngầm Type VII là một phiên bản VIIB được kéo dài thêm. Chúng có trọng lượng choán nước 769 t (757 tấn Anh) khi nổi và 871 t (857 tấn Anh) khi lặn). Con tàu có chiều dài chung 67,10 m (220 ft 2 in), lớp vỏ trong chịu áp lực dài 50,50 m (165 ft 8 in), mạn tàu rộng 6,20 m (20 ft 4 in), chiều cao 9,60 m (31 ft 6 in) và mớn nước 4,74 m (15 ft 7 in).
Chúng trang bị hai động cơ diesel Germaniawerft F46 siêu tăng áp 6-xy lanh 4 thì, tổng công suất 2.800–3.200 PS (2.100–2.400 kW; 2.800–3.200 bhp), dẫn động hai trục chân vịt đường kính 1,23 m (4,0 ft), cho phép đạt tốc độ tối đa 17,7 kn (32,8 km/h), và tầm hoạt động tối đa 8.500 nmi (15.700 km) khi đi tốc độ đường trường 10 kn (19 km/h). Khi đi ngầm dưới nước, chúng sử dụng hai động cơ/máy phát điện Garbe, Lahmeyer & Co. RP 137/c  tổng công suất 750 PS (550 kW; 740 shp). Tốc độ tối đa khi lặn là 7,6 kn (14,1 km/h), và tầm hoạt động 80 nmi (150 km) ở tốc độ 4 kn (7,4 km/h). Con tàu có khả năng lặn sâu đến 230 m (750 ft).
Vũ khí trang bị có năm ống phóng ngư lôi 53,3 cm (21 in), bao gồm bốn ống trước mũi và một ống phía đuôi, và mang theo tổng cộng 14 quả ngư lôi, hoặc tối đa 22 quả thủy lôi TMA, hoặc 33 quả TMB. Tàu ngầm Type VIIC bố trí một hải pháo 8,8 cm SK C/35 cùng một pháo phòng không 2 cm (0,79 in) trên boong tàu. Thủy thủ đoàn bao gồm 4 sĩ quan và 40-56 thủy thủ.

### Chế tạo
U-643 được đặt hàng vào ngày 20 tháng 1, 1941, và được đặt lườn tại xưởng tàu của hãng Blohm & Voss ở Hamburg vào ngày 1 tháng 12, 1941. Nó được hạ thủy vào ngày 20 tháng 8, 1942, và nhập biên chế cùng Hải quân Đức Quốc Xã vào ngày 8 tháng 10, 1942 dưới quyền chỉ huy của Hạm trưởng, Trung úy Hải quân Hans-Harald Speidel.

## Lịch sử hoạt động
Sau khi hoàn tất việc huấn luyện trong thành phần Chi hạm đội U-boat 5, U-643 được điều sang Chi hạm đội U-boat 1 từ ngày 1 tháng 7, 1943 để hoạt động trên tuyến đầu cho đến khi bị mất.
Vào cuối tháng 8, 1943, U-643 đã lần lượt di chuyển từ cảng Kiel, Đức đến các cảng Haugesund và Bergen cùng thuộc Na Uy, rồi khởi hành từ Bergen vào ngày 14 tháng 9 cho chuyến tuần tra duy nhất trong chiến tranh. Nó đã tiến ra Bắc Hải, rồi băng qua khe GI-UK giữa Iceland và quần đảo Faroe để vòng qua quần đảo Anh và hoạt động ở phía Nam eo biển Đan Mạch giữa Greenland và Iceland.
Đang khi theo dõi Đoàn tàu SC-143 vào ngày 8 tháng 10, U-643 bị một máy bay ném bom B-24 Liberator thuộc Liên đội 86 Không quân Hoàng gia Anh hộ tống cho đoàn tàu phát hiện và bắn phá bằng súng máy. Chiếc B-24 phải quay về căn cứ vì đã hụt nhiên liệu, nhưng một chiếc Liberator khác cùng thuộc Liên đội 86 đã thả bốn quả mìn sâu tấn công, buộc chiếc tàu ngầm phải lặn xuống ẩn nấp nhưng bị rò rỉ thùng nhiên liệu. Sau khi có thêm ba chiếc Liberator đến trợ giúp vào việc tấn công, chiếc U-boat bị hư hại nặng đến mức thủy thủ đoàn bắt đầu phải bỏ tàu. Khi tàu khu trục HMS Orwell đến nơi, Đại úy hạm trưởng Speidel ra lệnh đánh đắm tàu tại tọa độ 56°14′B 26°55′T / 56,233°B 26,917°T. 30 thành viên thủy thủy đoàn của U-643 đã tử trận, và có 18 người sống sót được Orwell cứu vớt và bắt làm tù binh chiến tranh.

### "Bầy sói" tham gia
U-643 từng tham gia một bầy sói:
- Rossbach (24 tháng 9 - 8 tháng 10, 1943)